# Hisao Kami
Hisao Kami (jap. 上 久雄, Kami Hisao; * 28. Juni 1941 in der Präfektur Hiroshima) ist ein ehemaliger japanischer Fußballspieler.

## Nationalmannschaft
1964 debütierte Kami für die japanische Fußballnationalmannschaft. Kami bestritt 15 Länderspiele. Mit der japanischen Nationalmannschaft qualifizierte er sich für die Olympischen Spiele 1964.

## Persönliche Auszeichnungen
- Japan Soccer League Best Eleven: 1966, 1967